# トワイヤン (小惑星)
トワイヤン (4691 Toyen) は、小惑星帯にある小惑星。アントニーン・ムルコスがクレチ天文台で発見した。
チェコのシュールリアリズムの画家、イラストレーターのトワイヤン（Toyen, 本名：マリィエ・チェルミノヴァー、Marie Čermínová, 1902年－1980年）に因んで命名された。